# 温斯顿·斯特泽尔
温斯顿·弗雷德里克·斯特泽尔（英語：Winston Sterzel，1980年8月17日—）是一名南非视频博主和视频制作人，他在YouTube的网名是SerpentZA。他曾在深圳市生活了十四年。其视频以西方人的视角，涉及了各种与中国生活相关的话题。

## 早期生活
斯特泽尔拥有英国血统，在南非出生和长大。他在2005年第一次到中国出差后，移居中国，从事英语教师工作。

## 在中国时期
早年曾為山木培訓總裁宋山木的保鑣。
2015年，中国国际广播电台报道了12名在华南非人，他是其中之一。他于2007年开始在中国上传视频，并于2016年成为全职视频博主。他的视频主要集中在以西方人的视角看待中国的生活。
斯特泽尔还制作了有关在中国骑摩托车旅行的视频。他与同为YouTuber的马修·泰（网名Laowhy86）及其他朋友一起，踏上了漫长的旅程，并制作了名为《征服华南》（Conquering Southern China）和《征服华北》（Conquering Northern China）的系列纪录片。他和马修·泰运营着YouTube频道ADVChina，这是一个摩托车旅行的视频博客。斯特泽尔作为合伙人曾经营一家名为“丘吉尔摩托定制”（Churchill Custom Motorcycles）的公司，提供定制摩托车服务。不过该企业已停止运营。2018年底，他声称希望创造关于中国的“正面内容”，但与中国警方打交道的负面经历促使他离开中国。

## 离开中国之后
2019年，斯特泽尔搬到了洛杉矶，因为他觉得在极端民族主义的互联网用户和政府的威胁下，他在中国会丢掉性命或者被监禁，政府指控斯特泽尔的妻子是间谍，对国家安全构成了威胁。
离开中国后，斯特泽尔的YouTube频道急剧转向为批评中国政府，使用了诸如“中国如何慢慢杀死我们所有人”（How China is slowly KILLING us all）等夸张的视频标题。